# 小行星11679
小行星11679（11679 Brucebaker）是一颗绕太阳运转的小行星，为主小行星带小行星。该小行星于1998年2月25日发现。

## 轨道参数
小行星11679的轨道半长轴为2.1514616 UA，离心率为0.077。